# Корше (гміна)
Гміна Корше (пол. Gmina Korsze) — місько-сільська гміна у північній Польщі. Належить до Кентшинського повіту Вармінсько-Мазурського воєводства.
Станом на 31 грудня 2011 у гміні проживало 10579 осіб.

## Територія
Згідно з даними за 2007 рік площа гміни становила 249.94 км², у тому числі:
- орні землі: 77.00%
- ліси: 13.00%

Таким чином, площа гміни становить 20.61% площі повіту.

## Населення
Станом на 31 грудня 2011:
| Опис     | Загалом | Загалом | Чоловіки | Чоловіки | Жінки | Жінки |
| -------- | ------- | ------- | -------- | -------- | ----- | ----- |
| одиниця  | осіб    | %       | осіб     | %        | осіб  | %     |
| все      | 10579   | 100     | 5273     | 49.84    | 5306  | 50.16 |
| міське   | 4620    | 100     | 2257     | 48.85    | 2363  | 51.15 |
| сільське | 5959    | 100     | 3016     | 50.61    | 2943  | 49.39 |

## Сусідні гміни
Гміна Корше межує з такими гмінами: Барцяни, Біштинек, Кентшин, Решель, Семпополь.